# Jan Liljeqvist
Jan Liljeqvist född 1932 i Stockholm, död 2003 i Ås, Jämtland, var en svensk målare. Han var känd för sin annorlunda konstnärskap med inspiration av ljus och skuggor. Tavlorna har varit utställda på Konstakademien, Färgfabriken och Jämtlands museum. Han studerade på San Fernando i Madrid, Spanien och sedan på akademien i Florens, Italien. Han verkade även under 1960-talet i Paris.
Liljeqvist är son till konstnären Anders Liljeqvist (1889–1963) och dennes hustru Dagmar.
Han är begravd på Ås kyrkogård i Jämtland.